# Лавдас
Лавдас или Лавда (на гръцки: Λάβδας) е село в Република Гърция, дем Гревена, област Западна Македония.

## География
Селото е разположено на 1050 m надморска височина, на около 35 km западно от град Гревена, в подножието на връх Орлякас на планината Пинд.

## История

### В Османската империя
В края на XIX век Лавдас е гръцко християнско село в западната част на Гребенската каза на Османската империя. Според статистиката на Васил Кънчов („Македония. Етнография и статистика“) през 1900 година в Лавда живеят 180 гърци.
На Етнографската карта на Битолския вилает на Картографския институт в София от 1901 година Лавда е чисто гръцко село в Гревенската каза на Серфидженския санджак с 32 къщи.
Според статистика на Серфидженския санджак на гръцкото консулство в Еласона от 1904 година в Лавда (Λάυδα), Гревенска каза, живеят 155 гърци елинофони християни.
На 500 m западно от селото се намира църквата „Свети Апостоли“, построена през 1900 година. В района на селището има още три църкви.

### В Гърция
През Балканската война в 1912 година в селото влизат гръцки части и след Междусъюзническата в 1913 година селото влиза в състава на Кралство Гърция.
Големият годишен селски събор се провежда на 28 и 29 юни и съвпада с празника на църквата „Свети Апостоли“. Тържества се организират също така на Илинден (20 юли) и в съботата преди Голяма Богородица (15 август).
Населението традиционно се занимава главно със скотовъдство, а по-късно и със земеделие и експлоатация на гората.
| Име      | Име       | Ново име | Ново име | Описание         |
| -------- | --------- | -------- | -------- | ---------------- |
| Кокораса | Κοκκοράσα | Кафадияс | Καφαδίας | връх Ю от Лавдас |

| Година    | 1913 | 1920 | 1928 | 1940 | 1951 | 1961 | 1971 | 1981 | 1991 | 2001 | 2011 | 2021 |
| --------- | ---- | ---- | ---- | ---- | ---- | ---- | ---- | ---- | ---- | ---- | ---- | ---- |
| Население | 393  | 243  | 344  | 100  | 273  | 238  | 174  | 153  | 134  | 132  | 49   | 27   |